# リヴィング・イン・ア・ボックス
リヴィング・イン・ア・ボックス（Living in a Box）はイギリスのシンセポップバンド。1985年結成。ブルー・アイド・ソウル系として、80年代後半から活動した。

## 概略
1985年、イングランド・シェフィールドにて結成。メンバーは、マンチェスター出身のリチャード・ダービーシャイア(V,G)、サンフランシスコ出身のマーカス・ヴェアー(Syn)とアンソニー・クリッチロウ(D)の英米混合の三人構成。1987年のファーストシングル「リヴィング・イン・ア・ボックス」はイギリスやアメリカでトップ40入りし、バンドの最も成功したシングルとなった。活動期間は短く、2枚のアルバムを残し1990年に解散。

## 経歴
ボーカルのリチャードはもともと、 80年代初頭に活動した「ズーズー・シャークス」というバンドのフロントマンであった。ズーズー・シャークスはレコード会社EMIと契約し、3つのシングルをリリースしたが、その後リチャードが脱退。ソロアーティストとして歌手のテッサ・ナイルズに曲を書くなどしていた 。
1985年、その頃まだ駆け出しのバンドだったアンソニーとマーカスの二人は、クリサリス・レコードのスタジオでデモのレコーディング中、同じスタジオでリチャードが自身の歌を歌っているのを聴き、レーベルに、彼をバンドのボーカル・ギターにしてくれるよう依頼。リチャードはその頃ヴァージン・レコードからも契約の依頼を受けていたが、5年契約でバンドのメンバー入りを決める 。また、その前からバンドが取り組んでいたトラック「リヴィング・イン・ア・ボックス」の名をとって、それをそのままバンド名とした 。
1987年、バンド名を冠したデビューアルバム『Living in a Box』をクリサリス・レコードよりリリース。プロデューサーはスパンダー・バレエ、キム・ワイルドなど多くのアーティストをプロデュースしたリチャード・ジェームス・バージェス 。他のブルー・アイド・ソウル系のアーティスト(カルチャー・クラブやスパンダー・バレエ)と比べて遅めのデビューではあったが、アルバムはその年の全英アルバムチャートで25位に達し、 全米では89位を記録。またアルバムからのセルフタイトルシングル「リヴィング・イン・ア・ボックス」は同年の全英シングルチャートで5位、8月22日の ビルボードホット100では17位に達し 、そのほかドイツ、スイス、スウェーデンでもトップ5を獲得 。またアメリカの ソウル歌手ボビー・ウーマックによりカヴァーもされ、初登場にして成功を収めていた。
2年後の1989年にセカンドアルバム『Gatecrashing』を発表。プロデューサーはメンバーと、アメリカの人気歌手ダン・ハートマン(1950年-1994年)などが担当。アルバムは前作の記録を上回り、 全英で21位をマーク。1stほど注目はされなかったものの、アルバムには、 ロックバンド「クイーン」のギタリスト、ブライアン・メイがギターとして参加した「ブロウ・ザ・ハウス・ダウン」(全英10位)や「リヴィング・イン・ア・ボックス」と並んで全英5位のバラード「ルーム・イン・ユア・ハーツ」を特色としていた。
日本でも少なからず人気もあり、「ベッド・オブ・ローゼズ」が日本でのみリリースされている。また87年の8月26日には音楽番組「夜のヒットスタジオ」に出演。代表曲「リヴィング・イン・ア・ボックス」を披露した。
アメリカでは、唯一の全米トップ40入りだった「リヴィング・イン・ア・ボックス」以降のヒットが無く、人気も早くに終わってしまった。
翌年の1990年、所属していたレーベルがEMIの傘下に入る。
バンドは続くサードアルバムの制作に取りかかるも、新しくなったレーベル人員からの「サウンド面」についての注文がバンドとの間に不和を生じさせ、うんざりしたリチャードはグループを脱退。サードアルバム完成前の1990年に解散した。

## 解散後
解散後、マーカスとアンソニーは音楽業界を引退。アンソニーは自身の設立した照明会社を運営している。
リチャードはその後も音楽活動を継続。イギリスのシンガーソングライター、リサ・スタンスフィールドや Level 42などのアーティストに曲を書き、自身も2枚のソロアルバム「How Many Angels」(1994)や「Love will Provide」(1999)をリリースしている 。
2004年の12月16日にはメンバーが再び集まり、ロンドンのウェンブリー・アリーナにてライブを行い、ヒット曲「リヴィング・イン・ア・ボックス」、「ブロウ・ザ・ハウス・ダウン」、「ルーム・イン・ユア・ハーツ」のコンサートをしている。

## メンバー
- リチャード・ダービーシャイア ( Richard Darbyshire 、1960年3月8日 - )：ボーカル、ギター。

 80年代の初めに活動した「ズーズー・シャークス」の元 ボーカル。そのバンドのシングル「Love Tumbles Down」は、スペインで1位を獲った。また日本に住んでいた事もあり、そこの米軍基地でマーヴィン・ゲイ、アル・グリーン等のソウルミュージックを聴き、魅了される。
- マーカス・ヴェアー (Marcus Charles Vere 、1962年1月29日 - )：シンセサイザー
- アンソニー・クリッチロウ (Anthony "Tich" Critchlow 、1958年3月1日 - )： ドラムス

## ディスコグラフィー

### アルバム
- Living in a Box   (1987年)
- Gatecrashing  (1989年)

### コンピレーション・アルバム
- The Best of Living in a Box(1999年)
- The Very Best of Living in a Box(2003年)

### シングル
- 1987年 -  Living in a Box
- 1987年 - Scales of Justice
- 1987年 - So the Story Goes
- 1988年 - Love Is the Art
- 1989年 - Blow the House Down
- 1989年 - Gatecrashing
- 1989年 -  Room in Your Heart
- 1989年 - Different Air